# Führerpaket
Das Führerpaket (auch: „Führergeschenk für Fronturlauber“) war ein Lebensmittelpaket, das im Zweiten Weltkrieg deutsche Wehrmachtssoldaten (und weiteres militärisches Personal, z. B. Ärzte, Sanitäter und Krankenschwestern) von 1942 bis 1944 einmal jährlich erhielten, sobald sie, von der Front kommend, auf Heimaturlaub die Reichsgrenze überquerten.
Das Geschenkpaket war als Erkenntlichkeit des Oberbefehlshabers der Wehrmacht, des „Führers“ Adolf Hitler, für den Kriegseinsatz der deutschen Soldaten gedacht und sollte ausdrücklich auch ihren Angehörigen zugutekommen. Es enthielt Lebens- und Genussmittel; in der Regel Dauerwurst oder getrockneten Schinken, Butter, Öl, Käse, Mehl oder Speisestärke, Konserven, Zucker, Schokolade oder Kakao sowie eine vorgedruckte Karte, in die der Reichsadler eingeprägt war und die den Aufdruck: „Ein kleiner Dank des Führers an seine Soldaten“ trug.
Die Übergabe des Führer-Paketes an die Fronturlauber wurde bei Übertritt über die Reichsgrenze in deren Soldbuch oder Ausweis vermerkt. In manchen Fällen, zum Beispiel bei Verwundeten, bestand das Führergeschenk nicht aus Naturalien, sondern aus den entsprechenden Lebensmittel-Bezugsmarken und einem Beschaffungsgeld von zehn Reichsmark in bar.
Eingeführt wurde die Führerpaket-Aktion im Oktober 1942. Sie unterstand der Leitung des Reichskommissars für die Ukraine, Erich Koch, und seines Vertrauten, des Landesdirektors im ukrainischen Rovno, Kurt Knuth alias Kurt Quedenfeld. Die Verwaltungsstelle für die Führerpakete befand sich im ostpreußischen Königsberg in der Kaiserstr. 50 – Erich Koch war zugleich Gauleiter der NSDAP in Ostpreußen, Kurt Knuth war Kreisleiter der NSDAP in Heiligenbeil, Osterode und Angerburg in Ostpreußen.
Ab 15. Oktober 1943 erhielten die Angehörigen aller Wehrmachtsteile und der Waffen-SS sowie die Angehörigen der im Rahmen der Wehrmacht eingesetzten verschiedenen Organisationen der deutschen Ostfront, aus Italien, Griechenland, Serbien, Kroatien und Norwegen sowie alle zum Kampf eingesetzten U-Boot-Besatzungen und das zum Kampf eingesetzte fliegende Personal der Luftwaffe, die als Verwundete, Kranke oder als Urlauber in die Heimat kommen und einen entsprechenden Berechtigungsvermerk in ihren Papieren hatten, wieder ein „Führergeschenk“ in Gestalt eines Lebensmittelpaketes oder eine entsprechende Sonderlebensmittelkarte in Verbindung mit einem Geldbetrag von zehn Reichsmark (RM).
Durch die Ausgabe dieses „Führergeschenks“ sollte „in der Heimat“ der Eindruck erweckt werden, dass es den deutschen Soldaten an der Front an nichts mangele. Durch die Lebensmittelpakete erhielten Millionen deutscher Soldaten die Möglichkeit, die Verpflegung ihrer Familien durch Lebensmittel aus den Besatzungsgebieten, in denen vielfach Hunger herrschte, zu verbessern.
Die Lebensmittel, die in den Führerpaketen verteilt wurden, wurden zum Teil in der deutsch besetzten Ukraine requiriert, also der einheimischen Bevölkerung geraubt. Die insgesamt etwa vier Millionen „Führerpakete“ wurden im ukrainischen Rowno und im ostpreußischen Königsberg gepackt.
Im Jahr 1944 wurden die Führerpakete – unter anderem wegen Platzmangels in den Eisenbahn-Waggons – generell durch Sonder-Lebensmittelkarten ersetzt, die „in der Heimat“ an die Fronturlauber ausgegeben wurden. Den Sonderlebensmittelkarten „Führerpaket für Osturlauber“ lag ein standardisiertes Anschreiben mit der blauen Siegel-Oblate des „Reichskommissars für die Ukraine“ und der faksimilierten Unterschrift von Erich Koch bei.